# Os calcanei secundarium
Os calcanei secundarium of calcaneus secundarius is de benaming voor een accessoir voetwortelbeentje dat soms als extra ossificatiepunt ontstaat gedurende de embryonale ontwikkeling.

## Ligging en anatomische relatie
Bij de mensen bij wie het botje voorkomt, bevindt het botje zich aan de dorsale zijde van de voetwortel, aan de anterieure en mediale zijde van het hielbeen. Daar ligt het precies tussen het hielbeen, het sprongbeen, het os naviculare en het os cuboides in. Het extra ossificatiepunt is daarbij gelegen voor het voorste facetgewricht van de calcaneus. Met name de relatie tussen calcaneus en os naviculare is duidelijk beschreven,, waarbij er in zeldzame gevallen een echt gewricht gevonden wordt. Er wordt beweerd dat het botje in een toenemend aantal gevallen meer plantair dan dorsaal wordt gevonden, zodat het onderscheid met het os cuboides secundarium niet meer mogelijk is. De eerste beschrijving van een accessoir botje ter plaatse van het voorste facetgewricht van het hielbeen, waarmee het via een fibreuze kraakbeenverbinding was, was van Steida in 1860.

## Prevalentie
Het os calcanei secundarium kwam in een radiologische studie bij ongeveer 0,6% van de mensen voor. In een andere, osteoarcheologische studie bedroeg de prevalentie 3,4%. De ware prevalentie van het botje onder de huidige moderne populatie is echter niet geheel duidelijk, maar wordt geschat rond de 5% te liggen.

## Klinische relevantie
Op röntgenfoto's wordt een os calcanei secundarium soms onterecht aangemerkt als afwijkend, losliggend botdeel of als fractuur. Zo wordt het gemakkelijk verward met een fractuur van de processus anterior van het hielbeen. Onderscheid met een fractuur is goed te maken door het aantonen van een gladde, niet onderbroken botcortex. Normaliter geeft het gelijk andere extra voetwortelbeentjes niet of nauwelijks klachten, maar soms geeft het os calcanei secundarium pijnklachten, een gespannen gevoel, bewegingsbeperkingen in het enkelgewricht of leidt het tot herhaalde inversietraumata., Behandeling kan dan bestaan uit immobilisatie of fysiotherapie. Mocht dat niet helpen, dan is operatieve verwijdering van het extra voetwortelbeentje een optie.
Het os calcanei secundarium zou zelfs gevonden zijn in een mummie uit Thebe.